# Pastaza (província)
Pastaza é a maior província do Equador localizada na região geográfica Amazônica. Sua capital é a cidade de Puyo, fundada em 12 de maio de 1899. Possui este nome em função do rio Pastaza, que separa a província da província de Morona-Santiago.
Pastaza faz divisa ao norte com as províncias de Napo e Orellana, ao sul com a província de Morona-Santiago, a oeste com a província de Tungurahua e a leste com o Peru,  (departamento de Loreto).
Pastaza é uma zona de grande precipitação pluvial presente ao longo de todo ano. O clima é quente e úmido com temperaturas que variam entre 18º e 24ºC. 
Alguns dos muitos rios da província são: rio Pastaza, rio Puyo e rio Curaray.
O relevo da província é, em sua maior parte, montanhoso, entretanto, o ponto mais alto está a 1.820 metros.
Recursos naturais de Pastaza: banana, toranja, tabaco e chá.

## Cantões
A província se divide em 4 cantões (capitais entre parênteses):
1. Arajuno (Arajuno)
2. Mera (Mera)
3. Pastaza (Pastaza)
4. Santa Clara (Santa Clara)